# Andrew Giddings
Andrew Giddings, noto anche con il nomignolo di Andy Giddings (Pembury, 10 luglio 1963), è un tastierista britannico divenuto famoso per essere stato un membro del gruppo storico progressive dei Jethro Tull dal 1992, anche se una qualche sua apparizione tra le file della band la si riscontra già nel 1991, contribuendo alla realizzazione di qualche brano dell'album Catfish Rising.
Giddings ha giocato un ruolo importantissimo anche nella realizzazione di Divinities: Twelve Dances with God, annoverato fra la discografia solista di Ian Anderson, ma che ha visto l'indispensabile collaborazione del tastierista, autore di materiale musicale all'interno dei brani di Anderson, nonché co-orchestratore.
Stesso discorso per quanto riguarda il successivo album solista di Anderson, The Secret Language of Birds.
Nel 2007 ha lasciato la band, sostituito da John O'Hara. È stato il più longevo tastierista nella storia dei Jethro Tull.
È comparso nuovamente alle tastiere nel disco dei Jethro Tull del 2025 dal titolo Curious Ruminant, nel brano Drink from the same well.